# Gedea flavogularis
Gedea flavogularis är en spindelart som beskrevs av Simon 1902. Gedea flavogularis ingår i släktet Gedea och familjen hoppspindlar. Inga underarter finns listade i Catalogue of Life.